# Vens (Sembrancher)
Vens (Sembrancher) ist eine Ortschaft in der politischen Gemeinde Val de Bagnes im Schweizer Kanton Wallis. Vens liegt im Val de Bagnes oberhalb von Sembrancher und war bis 2020 Teil der ehemaligen politischen Gemeinde Vollèges.

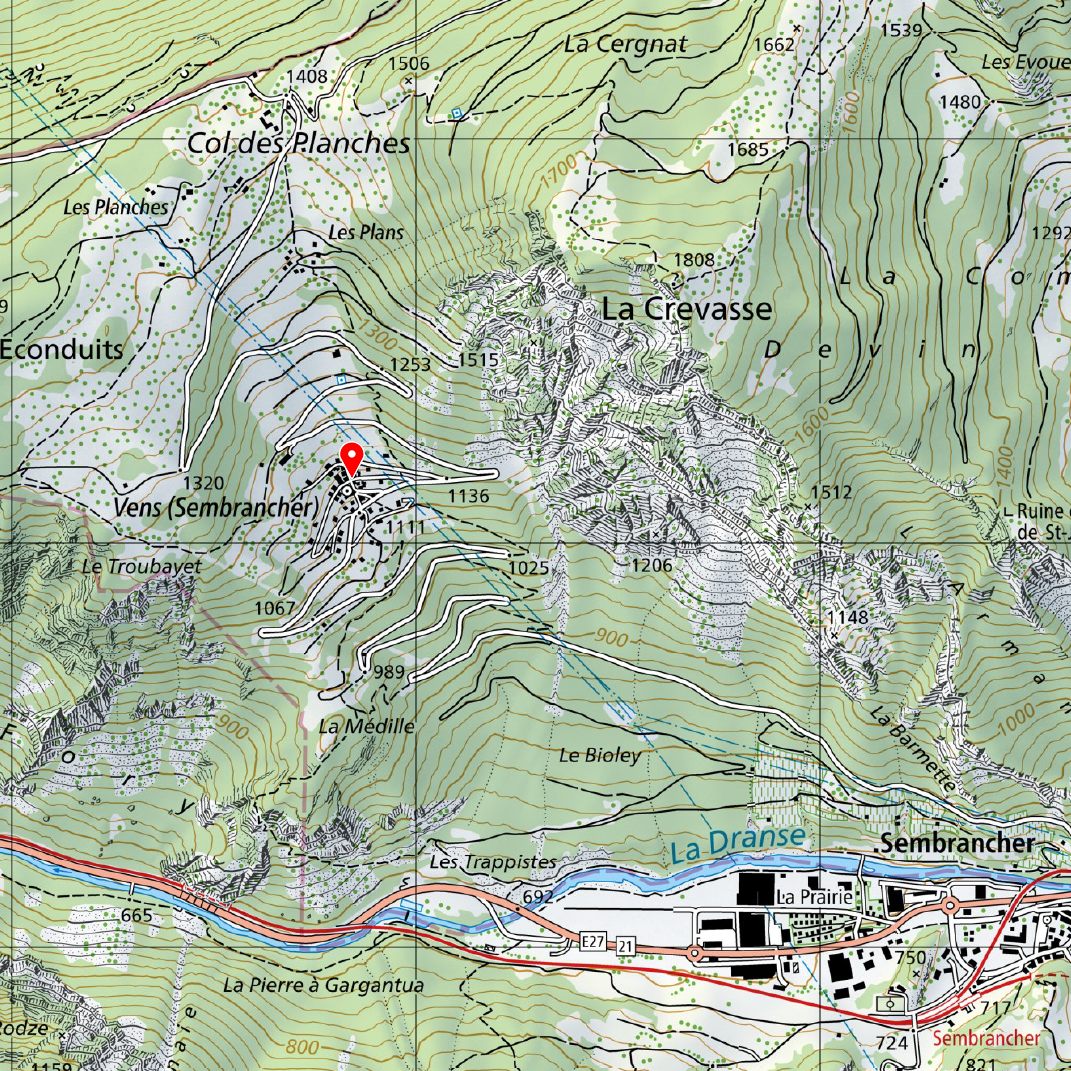
Vens liegt an der Strasse von Sembrancher auf den Col des Planches.

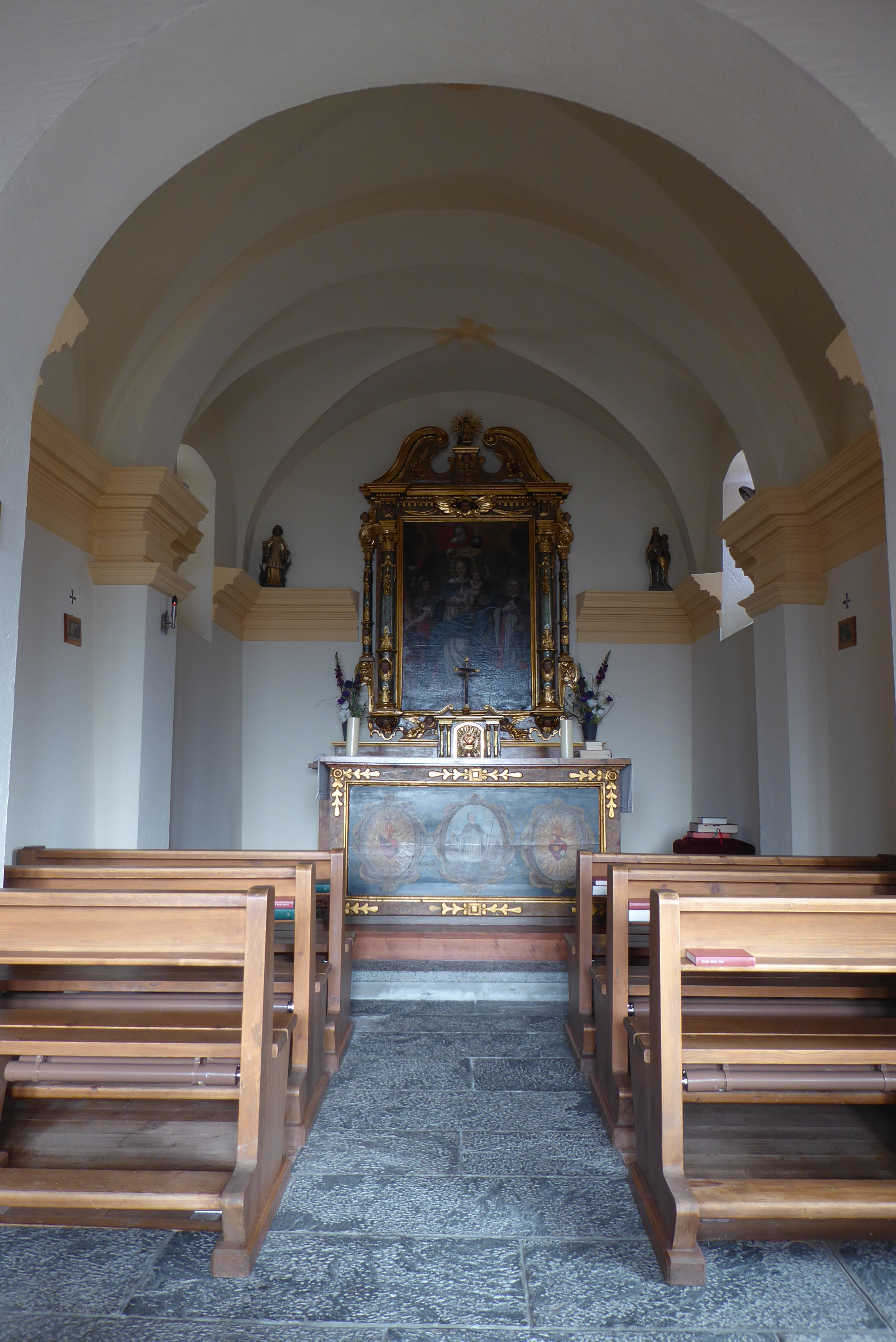
Innenraum der Kapelle Saint-Bernard

Vens besteht im Wesentlichen aus alten Häusern und wird beherrscht vom Felsen von La Crevasse. Der Ort liegt an der Passstrasse, die von Sembrancher zum Col des Planches führt, und dient als Ausgangspunkt für Wanderungen auf den Col du Lein, Col des Planches und Col du Tronc. Vens ist im Inventar der schützenswerten Ortsbilder der Schweiz aufgeführt.
Eine Buslinie der Transports de Martigny et Régions (TMR) verbindet während den Hauptverkehrszeiten Vens mit dem Bahnhof Sembrancher.

## Geschichte
1948 erhielt das Dorf mit damals rund 100 Einwohnern einen Laden und das Café „La Crevasse“. Die dem Bernhard von Menthon geweihte Kapelle wurde 1948 mit einem hölzernen Anbau erweitert. Ein Jahr später wurde ein Reservoir für die Wasserversorgung gebaut. Bis dahin holten die Bewohner das Wasser von Brunnen.
1961 fand erstmals das Rallye International du Valais statt. Am 2. August 1965 machte ein Erdrutsch die Zufahrtsstrasse für eine gute Woche unpassierbar. Seit 1967 führt eine Leitung Bewässerungswasser aus dem Lac de Louvie  nach Vens. 1974 wurde das Café erweitert, 1978 die Molkerei geschlossen. 2001 entstand die Unterkunft „Le Couvert“ mit 80 Plätzen.

## Bilder

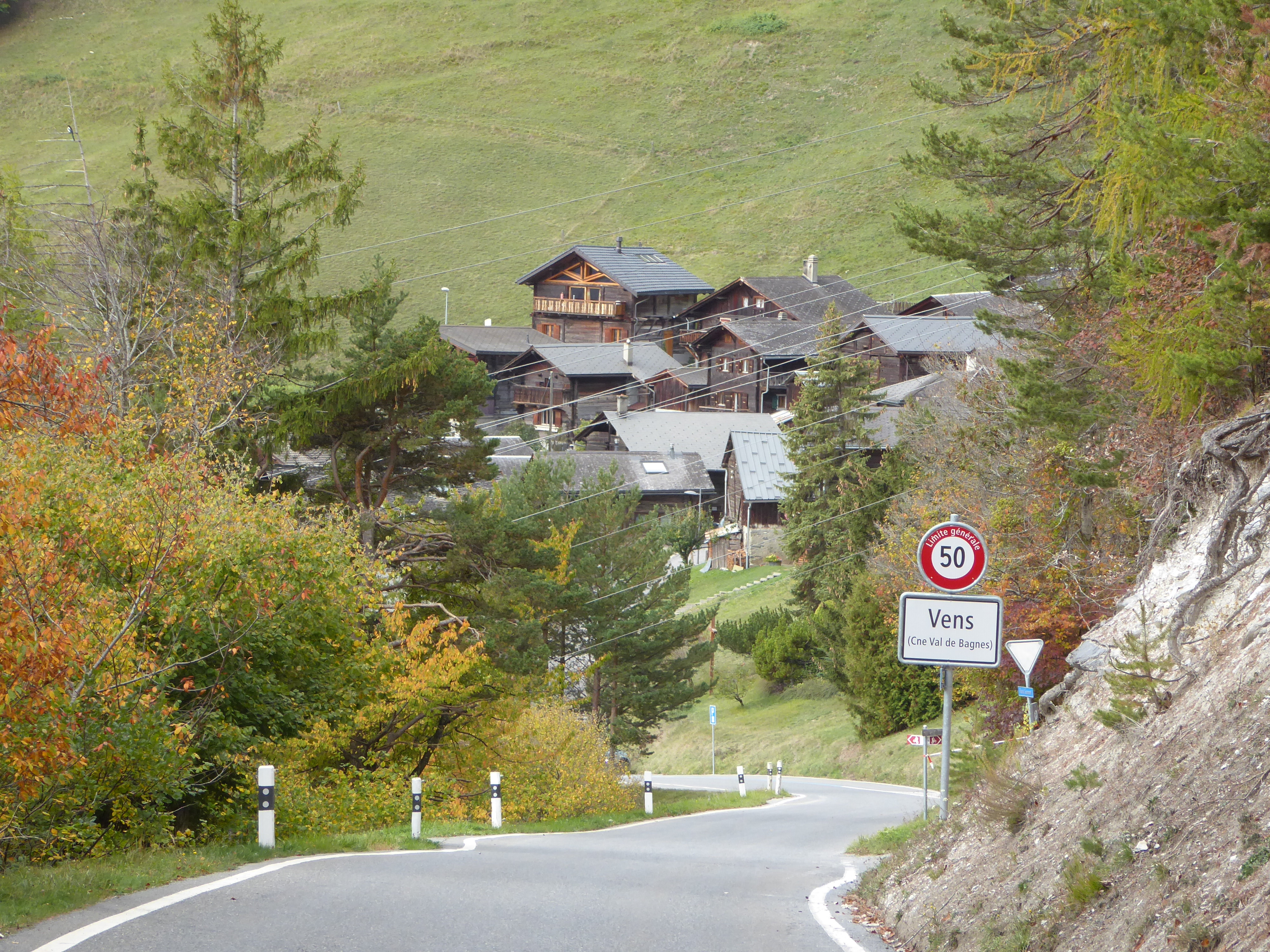
Ortseingang vom Col des Planches
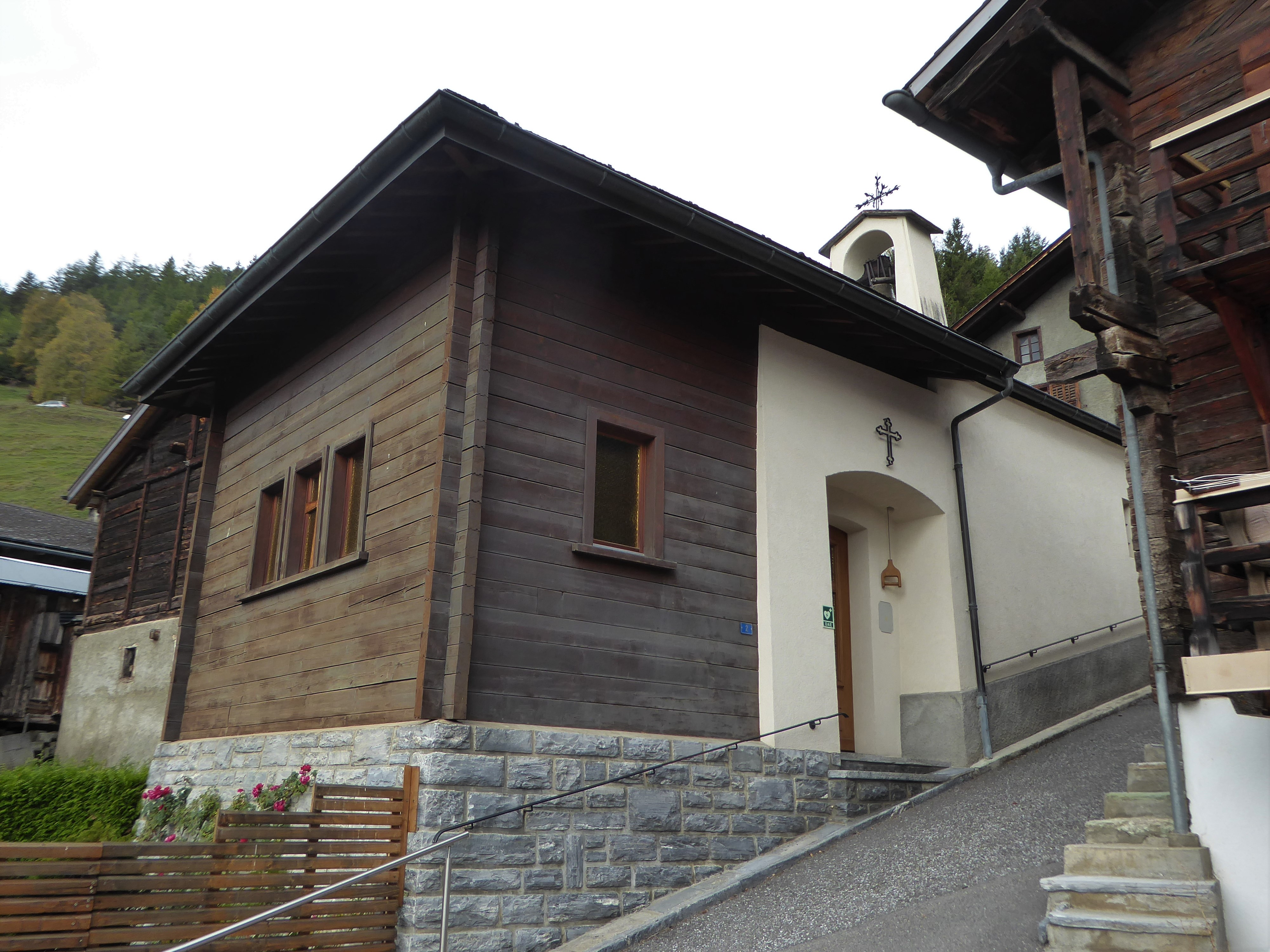
Kapelle Saint-Bernard de Menthon
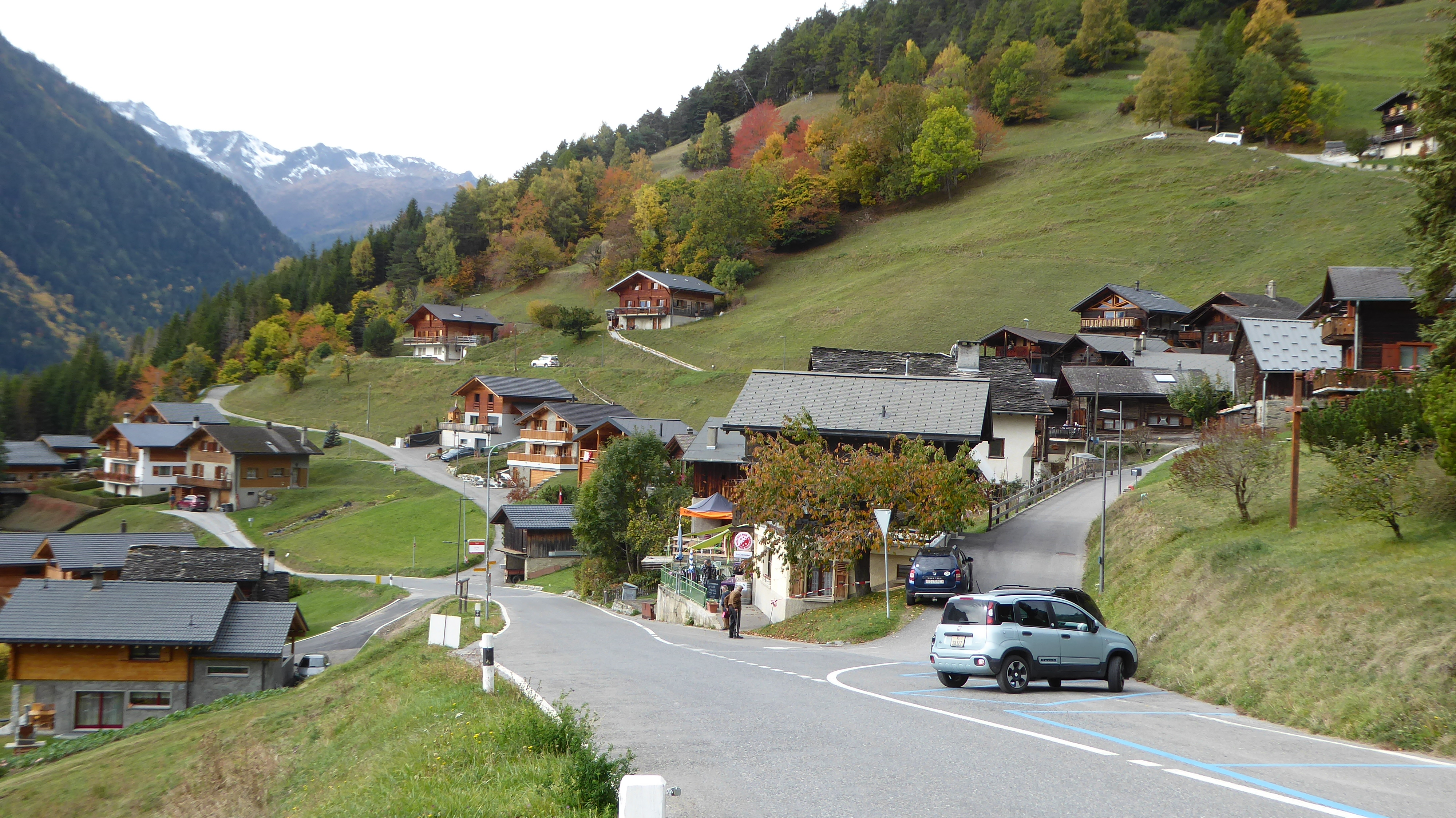
Dorfzentrum mit Café „La Crevasse“
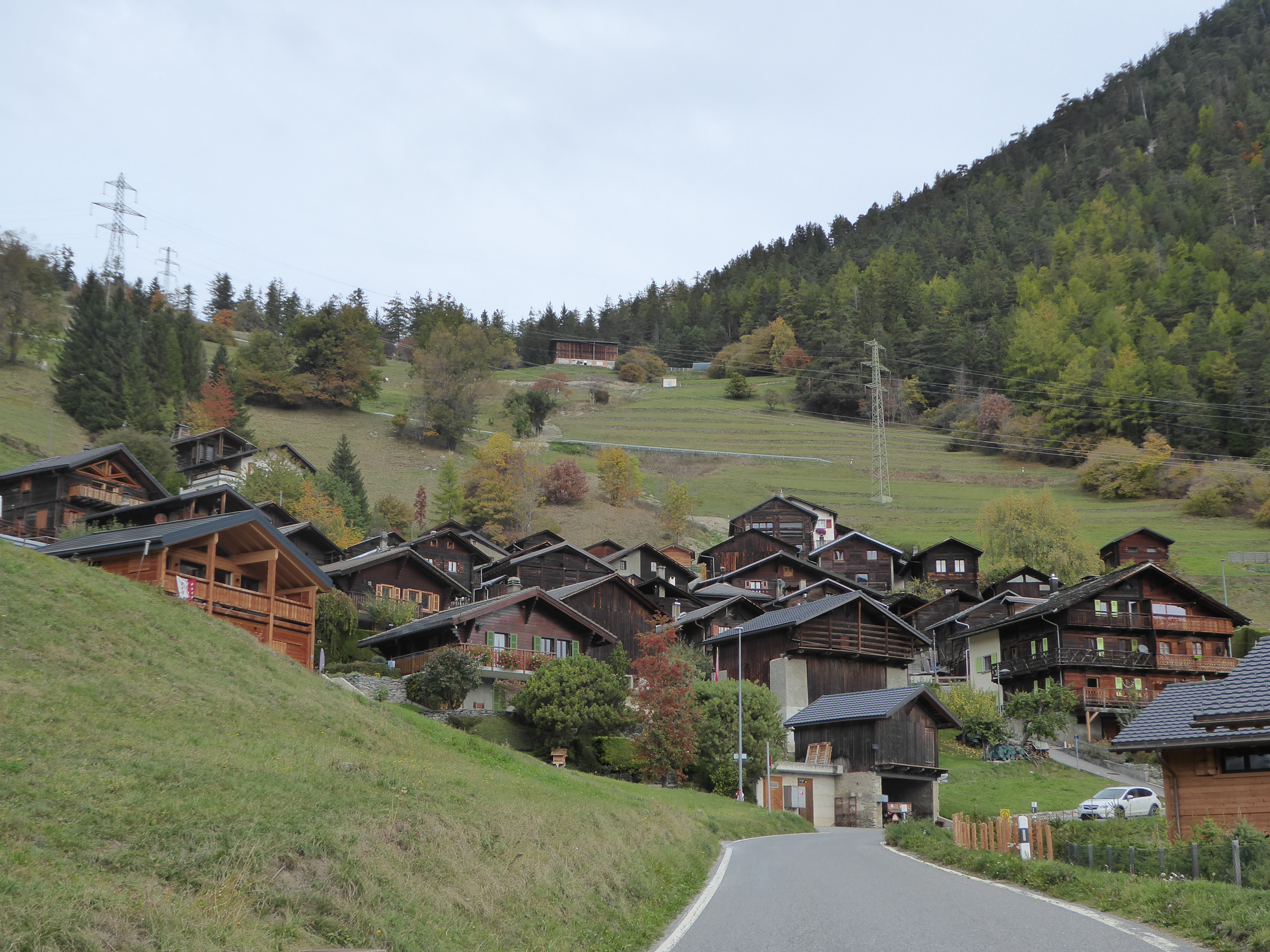
Alte Holzhäuser prägen das Dorf.